# 立山町立新瀬戸小学校
立山町立新瀬戸小学校（たてやまちょうりつ しんせとしょうがっこう）は富山県中新川郡立山町にある公立小学校。

## 沿革
個別に出典が提示されていない箇所の出典→。
- 1873年 - 第六大学区第十中学区第二八小学区宮村小学校創立。上宮の満法寺で授業。
- 1877年 - 就学児童100％に達し表彰。
- 1881年 - 住民の寄附による新校舎が完成。
- 1884年 - 富山県令により初等科三年、中等科三年、高等科二年となる。8月にはコレラ流行のため1ヵ月休校。
- 1895年 - 大雪のため校舎破壊。一時民家で授業。7月に校舎が落成し、12月には窓が全てガラスになる。
- 1898年 - 池田地内の児童、目桑への委託を止め本校へ進学することになる。
- 1908年 - 女子補習所併設。
- 1913年 - 新校舎落成。
- 1923年 - 創校50周年式挙行。
- 1927年 - 尋常高等小学校となる。
- 1935年 - 瀬戸新地内に校舎落成。10月には校歌を制定。
- 1973年 - 創校100年式。
- 2016年4月 - 児童数減少に伴い休校[3]。

## 通学区域
末上野、小林、上宮、瀬戸新、中林、上末、池田、上瀬戸、下瀬戸、新瀬戸、長屋、下沢、芦見、坂井沢・米道の一部

## 進学先
- 立山町立雄山中学校

## 周辺
- 富山県道157号寺坪上市線